# János Székely
János Székely (ur. 7 czerwca 1964 w Budapeszcie) – węgierski duchowny katolicki, biskup diecezji Szombathely od 2017.

## Życiorys

### Prezbiterat
Święcenia kapłańskie otrzymał 2 marca 1991 i został inkardynowany do archidiecezji ostrzyhomsko-budapeszteńskiej. Po krótkim stażu wikariuszowskim odbył studia specjalistyczne w Rzymie i Budapeszcie. W 2001 został ojcem duchownym budapeszteńskiego seminarium, a następnie pełnił funkcje m.in. rektora wyższej szkoły teologicznej oraz wikariusza biskupiego ds. kultury, nauczania i aktywności społecznej.

### Episkopat
14 listopada 2007 papież Benedykt XVI mianował go biskupem pomocniczym archidiecezji ostrzyhomsko-budapeszteńskiej, ze stolicą tytularną Febiana. Sakry biskupiej udzielił mu 5 stycznia 2008 kardynał Péter Erdő.
18 czerwca 2017 papież Franciszek mianował go biskupem ordynariuszem diecezji Szombathely.
Córka chrzestna: Henriett Seth F. (~Henrietta Fajcsák) sawant autystyczny.

## Publikacje
- The Door of Faith. Queen of Peace Media, 2024. ISBN 978-1947701243